# Łu-Ho-Sad
Łuhosad (ukr. Лугосад, Лу-Го-Сад) - grupa literacka, która została stworzona 19 stycznia 1984 roku we Lwowie. Jej nazwa pochodzi od pierwszych sylab nazwisk jej członków: Iwana ŁUczuka, Nazara HOnczara i Romana SADłowskiego. Występuje kilka wariantów zapisu nazwy: ŁUHOSAD, Łuhosad, ŁuHoSad, Łu – Ho – Sad. Metodologicznym źródłem dla grupy była koncepcja poetycznej ariergardy, której autorem jest literaturoznawca Taras Łuczuk. Wiersze grupy Łuhosad zostały przetłumaczone między innymi na polski, niemiecki, białoruski, angielski, słowacki, bułgarski, serbski, chorwacki, włoski, fiński. Po śmierci Nazara Honczara (21.05.2009) grupa przestała istnieć.

## Historia
Iwan Łuczuk, Nazar Honczar i Roman Sadłowski studiowali we Lwowskim Państwowym Uniwersytecie im. Iwana Franki w latach 1981-1986, na różnych kierunkach, odpowiednio: filologii słowiańskiej, ukraińskiej i rosyjskiej. Tam też się poznali, zaprzyjaźnili, a następnie stworzyli grupę Łuhosad, której pierwszy almanach ukazał się w 1986 roku pod nazwą Łuhosad I, rok później powstał Łuhosad II. Po raz pierwszy wystąpili wraz z innymi grupami literackimi na łamach charkowskiego wydania czasopisma „Prapor” (1990). Indywidualnie – na stronach lwowskiej gazety Ratusza, w rubryce Parnaslend (1991). W 1996 roku ukazała się książka Łuhosad: poetycka ariergarda, która została ponownie wydana w roku 2007 pod nazwą Łuhosad. Objektywnist’ kanonu. Książka jest złożona z trzech części: Rytm biegów Łuczuka, Zakon wseswitnioho merechtinnia Honczara, Zymiwlja Sadłowskiego. Licznie publikowano pojedyncze wiersze w różnych almanachach, zbiorach, periodykach. Działalność grupy Łuhosad zajmuje szczególne miejsce wśród twórczości przełomu lat osiemdziesiątych i dziewięćdziesiątych dwudziestego wieku w ukraińskiej literaturze. Grupa, która określała siebie mianem zjawiska marginalnego odegrała ważną rolę w procesie odbywających się w tym czasie zmian, tworząc własną ideologię z bogatym kanonem tekstów na czele. Jak ważne miejsce zajmuje Łuhosad we współczesnej literaturze świadczy fakt włączenia ich twórczości do programu nauczania współczesnej literatury ukraińskiej w klasach szkoły średniej. Do dorobku założycieli grupy należą również próby w takich gatunkach jak: Łuczuk, Honczar – palindrom, Sadłowski – poezjomalarstwo.

Z okazji dziesiątej rocznicy założenia grupy Łuhosad 10 lutego 1994 roku w Instytucie Ukrainoznawstwa im. I. Krypjakewycza w Narodowej Akademii Nauk Ukrainy odbyła się naukowa konferencja pod nazwą Literacka ariergarda, która dotyczyła wpływu działalności pisarzy Łuhosadu na rozwój i promowanie nowego rodzaju poezji – ariergardy.

## Twórczość Nazara Honczara
- Kazka-pokazka pro Bajdu-Nemowu, Lwów 1993.
- Zakon wseswitnioho merechtinnia, w: ŁUHOSAD: poetycka ariergarda, Lwów 1996.
- PROmeneWIST’, Kijów 2004.
- Zakon wseswitnioho merechtinnia, w: ŁUHOSAD: Objektywnist' kanonu, Lwów 2007.

## Twórczość Iwana Łuczuka
- Rytm biegunów, w: ŁUHOSAD: poetycka ariergarda, Lwów 1996.
- Sonety, Lwów 1996.
- Palindromy, Lwów 1997.
- Trzydzieści trzy sonety, Lwów 1998.
- Sto odne szczos’, Lwów 2002.
- Trochy biloho switu (2005).
- Rytm biegunów, w: ŁUHOSAD: Objektywnist` kanonu, Lwów 2007.
- Weles – ce lew, Tarnopol 2008.
- Nowe ta dawnje, Lwów 2009.
- Doczka Ahasfera, Tarnopol 2011.

## Twórczość Romana Sadłowskiego
- Zymiwlja, w: ŁUHOSAD: poetycka ariergarda, Lwów 1996.
- Zymiwlja, w: ŁUHOSAD: Objektywnist` kanonu, Lwów 2007.
- Książka wizualnej poezji, Sonni soncja, Lwów 1996.
- Książka wizualnej poezji, Dwa wikna, Lwów 1999.